# (4961) Timherder
(4961) Timherder es un asteroide perteneciente al cinturón de asteroides, descubierto el 8 de octubre de 1958 por el equipo del Observatorio Lowell desde el Observatorio Lowell, Flagstaff, Arizona, Estados Unidos.

## Designación y nombre
Designado provisionalmente como 1958 TH1. Fue nombrado Timherder en honor a Timothy Scott Herder subdirector del proyecto de la misión New Horizons-Pluto Kuiper Belt de la NASA.

## Características orbitales
Timherder está situado a una distancia media del Sol de 3,160 ua, pudiendo alejarse hasta 3,859 ua y acercarse hasta 2,460 ua. Su excentricidad es 0,221 y la inclinación orbital 7,844 grados. Emplea 2052 días en completar una órbita alrededor del Sol.

## Características físicas
La magnitud absoluta de Timherder es 12,2. Tiene 11,484 km de diámetro y su albedo se estima en 0,212.